# Chatsworth (Illinois)
Pour les articles homonymes, voir Chatsworth.
Chatsworth est une petite ville du comté de Livingston, dans l'Illinois, aux États-Unis. Fondée le 8 juin 1859 par Zeno Secor et Cornelia Gilman, elle est incorporée le 8 mars 1867.

## Démographie
Lors du recensement de 2010, la ville comptait une population de 1 205 habitants. Elle est estimée, en 2016, à 1 140 habitants.

## Source de la traduction
- (en) Cet article est partiellement ou en totalité issu de l’article de Wikipédia en anglais intitulé « Chatsworth, Illinois » (voir la liste des auteurs).